# ديجو فريجيس
ديجو فريجيس (بالمجرية: Frigyes Dezső)‏ (27 نوفمبر 1913 – 13 يوليو 1984) هو ملاكم مجري راحل، مثّل بلاده في الألعاب الأولمبية الصيفية 1936.

## روابط خارجية
ديجو فريجيس على موقع أوليمبيديا (الإنجليزية)
- ديجو فريجيس على موقع اللجنة الأولمبية المجرية (الهنغارية)